# Wageningen University & Research
Wageningen University & Research (cunoscută și sub numele de Wageningen UR ; abreviere: WUR ) este o universitate publică de cercetare din Wageningen, Țările de Jos, specializată în științele vieții, cu accent pe agricultură, subiecte tehnice și de inginerie. Este un centru global important pentru cercetarea în științele vieții și agricultură. Se află într-o regiune a Țărilor de Jos cunoscută sub numele de Food Valley⁠(d).
WUR este formată din Universitatea Wageningen și fosta instituție de cercetare agricolă a Ministerului Agriculturii al Tarilor de Jos. Universitatea Wageningen, în calitate de universitate de cercetare, acordă grade la nivel de licență, masterat și doctorat în științele vieții și sociale. Aceasta își concentrează cercetarea asupra problemelor științifice, sociale și comerciale în domeniul științelor vieții și resurselor naturale. Este recunoscută în mod larg pentru programele sale de agricultură, silvicultură și studii de mediu. Universitatea are aproximativ 12.000 de studenți din peste 100 de țări și face parte din rețeaua universitară Euroleague for Life Sciences⁠(d) (ELLS).

## Istorie

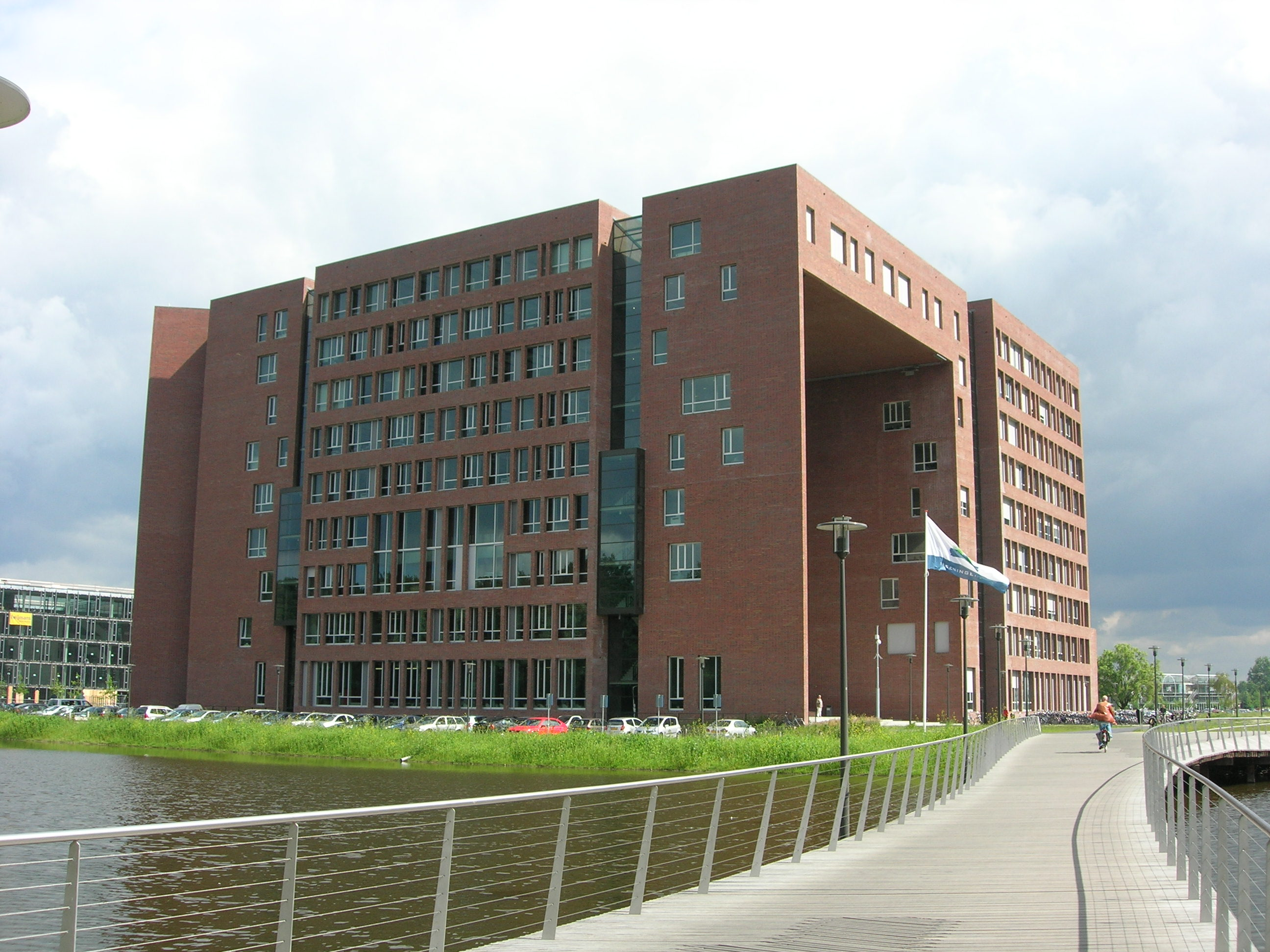
Clădirea forumului. Biblioteca și unul dintre hub-urile educaționale.

În 1876, Școala Națională de Agricultură (Rijkslandbouwschool) a fost înființată în Wageningen. Datorită dezvoltării pregătirii la un nivel educațional superior, în 1896 a devenit Școala Superioară de Agricultură și Silvicultură (Hoogere Land- en Boschbouwschool), iar în 1904 a devenit Școala Națională Superioară de Agricultură, Horticultură și Silvicultură (Rijks Hoogere Land-, Tuin- en Boschbouwschool).
În 1918, școala a devenit instituție academică prin lege (Legea Educației Academice). Numele s-a schimbat în Rijks Landbouw Hoogeschool (Colegiul Național de Agricultură). Data oficială de deschidere și începerea activităților a fost 9 martie 1918.
În 1986, instituțiile "hogescholen" (echivalente cu institutele științifice de tehnologie) au fost redenumite universități într-o modificare a Legii Educației Academice. Noul nume a devenit Landbouwuniversiteit Wageningen (LUW) (Universitatea Agricolă Wageningen (WAU)). Modificările legii din 1986 au dus la utilizarea exclusivă a termenului "Hogeschool⁠(d)" în sistemul olandez pentru universitățile de științe aplicate.
De-a lungul anilor, cercetarea și învățământul s-au diversificat în științele vieții în general, în timp ce interesul pentru agricultură ca oportunitate de carieră a scăzut. În 1997, atunci când institutele DLO (Dienst Landbouwkundig Onderzoek / Serviciul de cercetare agricolă) s-au unit cu universitatea, noua organizație a fost rebranduită ca Wageningen UR (Wageningen University and Research Centre); cu universitatea fiind redenumită Universitatea Wageningen. Conform legilor olandeze, universitatea și institutele trebuiau să rămână entități juridice separate.
În 2006, universitatea de științe aplicate Van Hall Larenstein⁠(d) a devenit parte a Wageningen UR. Ideea era să se creeze o colaborare mai bună între învățământul aplicat și cercetarea de la Van Hall și cercetarea academică de la Universitatea Wageningen. Acest lucru ar fi susținut, de asemenea, studenții să continue un program academic după finalizarea diplomei lor aplicate. Cu toate acestea, din cauza diferențelor în cultura organizațională și incompatibilității procedurilor, colaborarea a rămas problematică. În 2012 s-a decis ca Van Hall Larenstein să părăsească Wageningen UR și să continue din nou ca o școală independentă. În primăvara anului 2015, separarea a fost marcată prin mutarea ultimelor studii ale Van Hall Larenstein bazate în Wageningen înapoi la Velp⁠(d).
În 2009, s-a luat decizia ca universitatea să utilizeze în mod constant denumirea în limba engleză în comunicările sale și că cercetarea universitară să fie prezentată sub numele de Wageningen University (WU), alături de utilizarea alternativă a denumirii Wageningen University and Research.   La 6 septembrie 2016, Universitatea Wageningen și institutele de cercetare au devenit o singură marcă comună: Wageningen University & Research (WUR).
La 9 martie 2018, Universitatea Wageningen a sărbătorit aniversarea a 100 de ani. Pe parcursul acestui an au avut loc numeroase evenimente și festivități în jurul campusului și în orașul Wageningen.

## Profil academic
Universitatea Wageningen a fost prima universitate sau școală olandeză care a primit aprobarea de a utiliza eticheta European Credit Transfer and Accumulation System (ECTS). Această etichetă este acordată de Comisia Europeană și garantează calitatea programului de studii. Universitatea aplică în mod consecvent acest sistem, promovând astfel mobilitatea studenților în cadrul Europei și prevenind întârzierile în studiu.

### Programe de licență

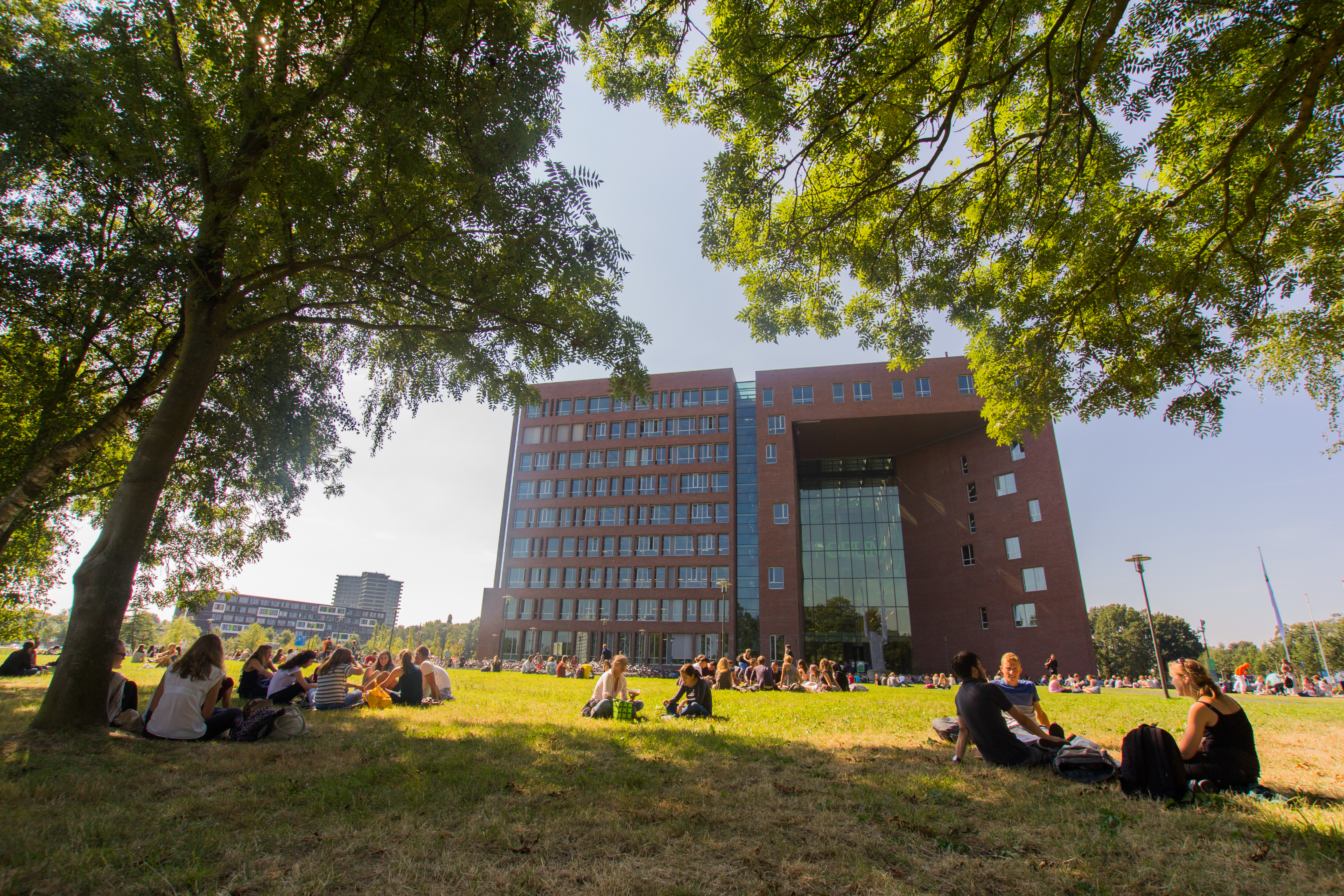
Forum, unul dintre atracțiile de pe campusul Wageningen

Universitatea oferă 19 programe de licență  (2018-2019).Pentru unele programe de licență în științe (BSc), limba de predare este engleza. Alte programe se desfășoară atât în limba olandeză, cât și în engleză. Programele încep în fiecare an în septembrie, au o durată de trei ani și constau în 180 de credite ECTS. Programele se încadrează în domeniile economiei și societății, sănătății, științelor vieții și tehnologiei, naturii și mediului, animalelor și plantelor.

### Programe de masterat

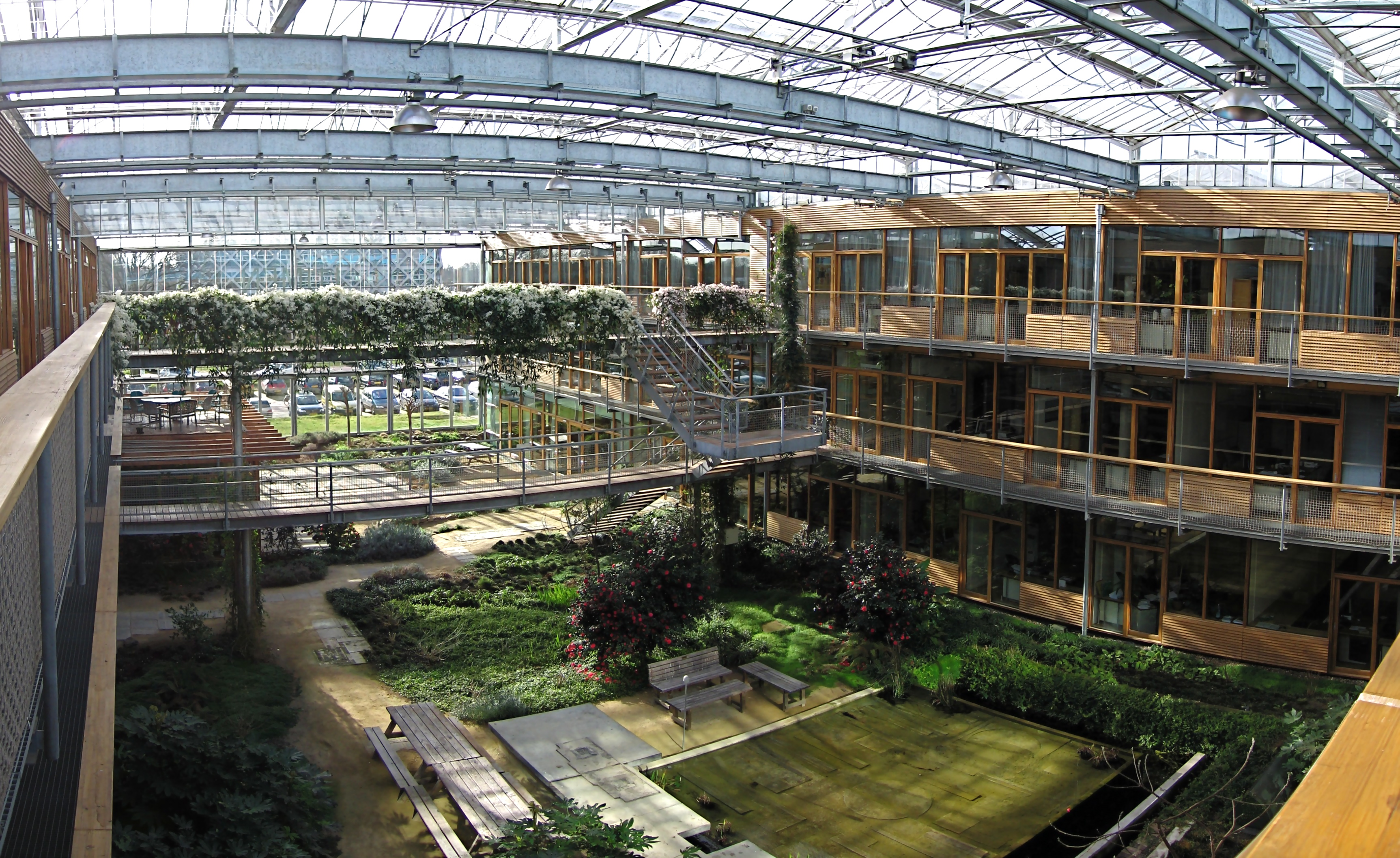
Panoramă asupra serei clădirii Lumen

Universitatea Wageningen oferă 36 de programe diferite de master  (2017-2018) și două programe de master online.  Deși formal același program de masterat, din 2022 încoace, programul de master în management economic și de studii pentru consumatori a fost oferit ca 5 cursuri independente de master (Sustainable Business Innovations, Sustainable Supply Chain Analytics, Consumer Studies, Economics of Sustainability, Governance of Sustainability Transformations)  Limba de predare pentru toate programele de master este engleza. Programele încep în fiecare an în septembrie, durează doi ani și constau din 120 de credite ECTS. Majoritatea programelor oferă diverse specializări și posibilități pentru specializări, precum și piese de premaster complet sau parțial pentru candidații care nu îndeplinesc toate cerințele de intrare.

### Program de doctorat
Programul de doctorat obișnuit are o durată de patru ani, în timpul cărora candidații la doctorat sunt angajați în calitate de cercetători juniori la universități, beneficiind de avantaje legate de șomaj și pensii. Cei cu contract pe patru ani și salarizare completă pot fi solicitați să îndeplinească sarcini de predare pentru cel mult 10% din timpul lor, ca parte a angajamentului lor. Candidații susținuți de burse specifice (de obicei acordate de o organizație (internațională)) sau cei care își desfășoară doctoratul în paralel cu un loc de muncă obișnuit pot, de asemenea, să se înscrie. În aceste cazuri, se va conveni asupra unui cronogramă personalizat. Programul cuprinde un component de cercetare (desfășurarea cercetării sub supraveghere și redactarea unei teze) și un component educațional mai mic (30 de credite ECTS sau jumătate de an de încărcare cu cursuri, prezentări la conferințe și îndeplinirea unor sarcini de management și predare, care pot fi incluse în activitățile de învățare). 

## Institute de cercetare
Următoarele institute de cercetare fac parte din Wageningen Research:
- Wageningen Environmental Research, fosta Alterra [9]
- Wageningen Economic Research, fost LEI Wageningen UR⁠(d) [10]
- Wageningen Bioveterinary Research, fost Institutul Central Veterinar [11]
- Centrul Wageningen pentru Dezvoltare Inovare, fost Centru pentru Dezvoltare Inovare [12]
- Wageningen Food & Biobased Research, anterior Food & Biobased Research [13]
- Cercetarea animalelor Wageningen [14]
- Wageningen Marine Research, fost IMARES [15]
- Cercetarea plantelor Wageningen [16]
- Campus de produse lactate [17] [18] [19]
- Cercetarea privind siguranța alimentelor de la Wageningen, anterior RIKILT [20]

## Controversă
Universitatea și Cercetarea Wageningen au fost criticate din cauza afirmațiilor de parțialitate în cercetare.   Un caz se referă la o cercetare privind tulburarea colapsului coloniei de albine.  Cercetările efectuate de Tjeerd Blacquière pe această temă au stârnit controverse din cauza finanțării primite pentru cercetare de la producătorul german de pesticide Bayer , cel mai mare producător mondial de insecticide neonicotinoide, un factor suspect pentru tulburarea colapsului coloniilor.  
In 2018, revista olandeză OneWorld a mers în instanță într-o încercare de a cere acces la contractele dintre WUR și Bayer, Syngenta și Monsanto, dar în final, OneWorld a pierdut procesul în instanță. 

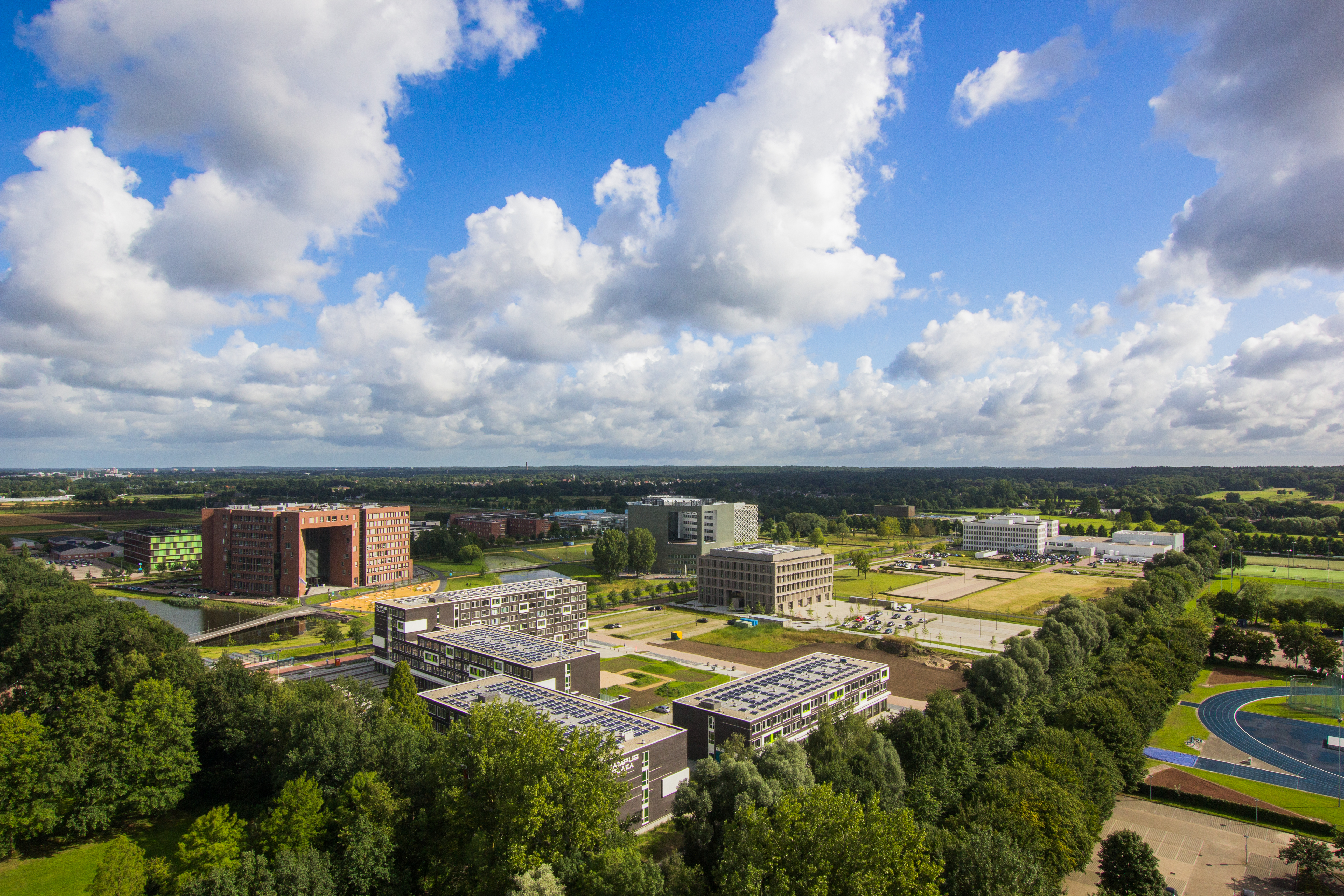
Panoramă a campusului Universității și Cercetării Wageningen

## Activități și asociații studențești

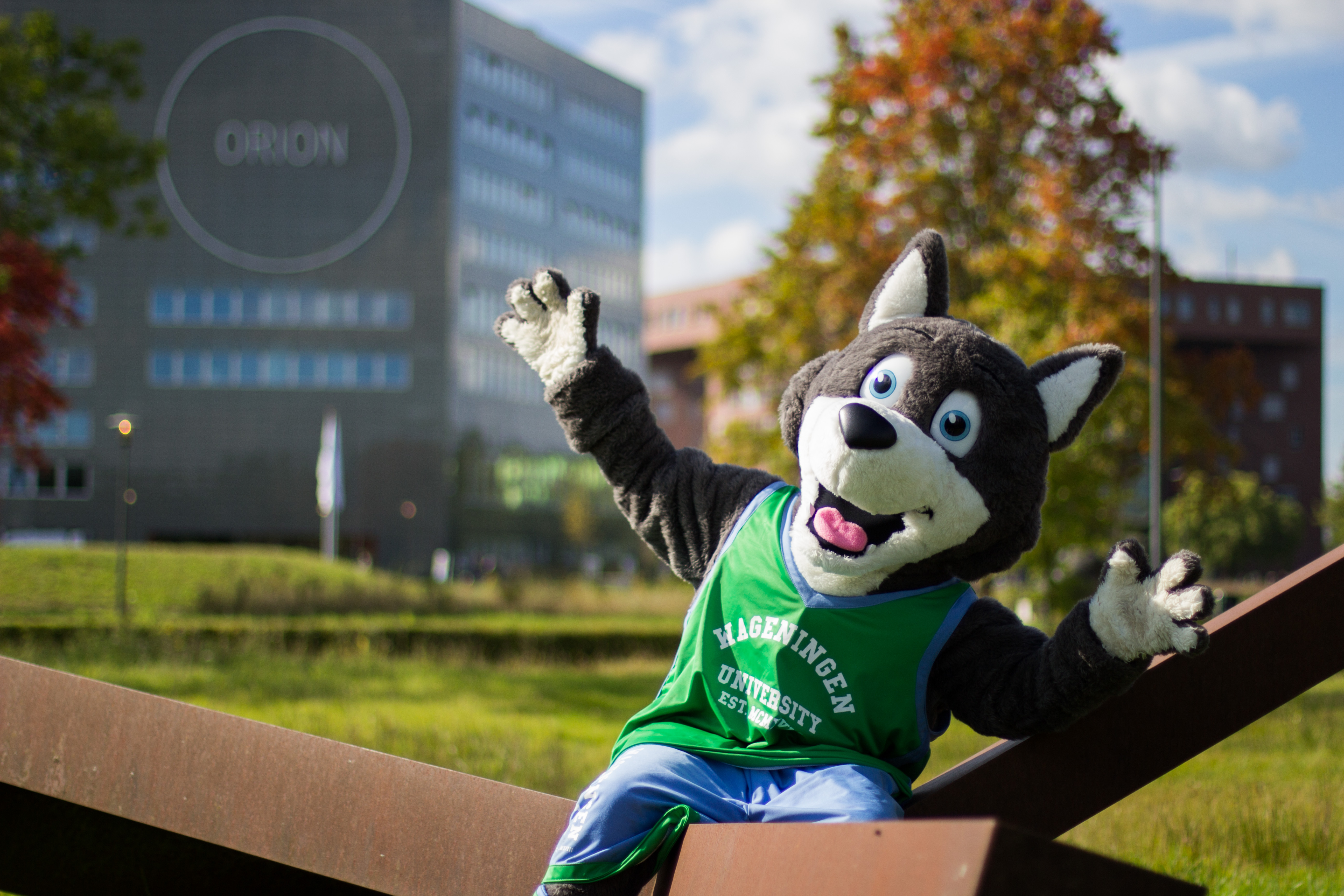
Mascota universității, WURwolf

- Pyrus este asociația studențească pentru studenții de licență în Sol, Apă, Atmosferă și masteranzi în Pământ și Mediu. Asociația de studii a fost înființată în 1989, după ce programul de studiu și-a schimbat numele în Sol, Apă, Atmosferă.
- M.S.V. Alchimica este asociația studențească pentru studenții științelor moleculare ale vieții. Din 1970, organizează diverse activități pentru membrii săi. [27]
- CODON este asociația studențească pentru toți studenții de Biotehnologie (BBT și MBT), Bioinformatică (MBF) și Științe Biobazate (MBS). A fost înființată de primii studenți ai Bioprocestehnologiei la 16 septembrie 1991. La acea vreme, asociația purta numele "BiPS", care ulterior a fost schimbat în CODON. [28]
- Nitocra este asociația studențească pentru studenții de Management Internațional al Pământului și Apei.
- Semper Florens este asociația studențească pentru studenții de licență Științele Plantelor (BPS), master Științele Plantelor (MPS), master Biotehnologia Plantelor (MPB) și master Agricultura Organică (MOA).
- HeerenXVII este asociația studențească pentru studenții care urmează licența în Agrotehnologie sau masteranzii în Inginerie Biosistemică. [29]
- Nicolas Appert este asociația studențească pentru studenții de Tehnologie Alimentară, inclusiv toate programele de master. Este numită după celebrul profesor Nicolas Appert, inventatorul tehnicii de "închidere în conserve".
- Mercurius este asociația de științe sociale pentru studenții de la WUR care urmează fie licența „studii de management și consum”, „economie și guvernare”, fie masterul „Management, economie și studii de consum”. [30]
- Licere este asociația studențească pentru studenții programului de master MTO Turism, Timp Liber și Mediu.

## Alumni și personal remarcabili
1. ↑  Style Guide – website of the Wageningen University and Research
2. ↑  „Wageningen Universiteit (WU)” (în neerlandeză). Studie.nl. Arhivat din original la 7 noiembrie 2012. Accesat în 6 martie 2013.
3. ↑  „History of Wageningen UR”. Wageningenur.nl. Accesat în 6 martie 2013.
4. ↑  „Bachelor's”. 30 august 2012.
5. ↑  „Master's”. 6 februarie 2019.
6. ↑  „Student Service Centre - Wageningen UR”. Wageningenuniversity.nl. Accesat în 9 iulie 2013.
7. ↑  /https://www.wur.nl/en/Education-Programmes/master/MSc-programmes/MSc-Management-Economics-and-Consumer-Studies.htm1}}%5Bnefuncțională+–+%5D
8. ↑  „PhD Programme - Wageningen University”. Wageningenuniversity.nl. Accesat în 9 iulie 2013.
9. ↑  „Wageningen Environmental Research - Wageningen UR”. Wageningenur.nl. Accesat în 30 septembrie 2016.
10. ↑  „Wageningen Economic Research - Wageningen UR”. Wageningenur.nl. Accesat în 30 septembrie 2016.
11. ↑  „Wageningen Bioveterinary Research - Wageningen UR”. Wageningenur.nl. Accesat în 30 septembrie 2016.
12. ↑  „Wageningen Centre for Development Innovation - Wageningen UR”. Wageningenur.nl. Accesat în 30 septembrie 2016.
13. ↑  „Wageningen Food & Biobased Research - Wageningen UR”. Wageningenur.nl. 10 decembrie 2015. Accesat în 30 septembrie 2016.
14. ↑  „Wageningen Livestock Research - Wageningen UR”. Wageningenur.nl. Accesat în 30 septembrie 2016.
15. ↑  „Wageningen Marine Research - Wageningen UR”. Wageningenur.nl. Accesat în 30 septembrie 2016.
16. ↑  „Wageningen Plant Research - Wageningen UR”. Wageningenur.nl. Accesat în 30 septembrie 2016.
17. ↑  Over Ons, website of the Dairy Campus
18. ↑  Tiemen Roos, Op Dairy Campus leveren koeien vooral data, Reformatorisch Dagblad, 26 May 2016
19. ↑  Meindert Schroor (ed.), Nieuwe Encyclopedie van Fryslân, Gorredijk/Leeuwarden (Utgeverij Bornmeer/Tresoar), 2016, ISBN: 978-9 05 61 53 755, pp. 2173-2174.
20. ↑  „RIKILT - Wageningen UR”. Wageningenur.nl. Accesat în 30 septembrie 2016.
21. ↑  Visser, Jeroen (26 septembrie 2011). „Hoogleraar: Wageningen Universiteit verdraaide onderzoek over melk”. de Volkskrant (în neerlandeză). Accesat în 16 noiembrie 2020.
22. ↑  „Conclusies belangrijk onderzoek naar biologisch eten afgezwakt onder druk van onderzoeksinstituut TNO - Zembla - BNNVARA”. Zembla (în neerlandeză). Accesat în 16 noiembrie 2020.
23. 1 2  „Belangenverstrengeling zaait twijfels over giftig zaad”. Follow the Money - Platform voor onderzoeksjournalistiek (în neerlandeză). 10 ianuarie 2020. Accesat în 16 noiembrie 2020.
24. ↑  Goulson, Dave;  et al. (1 iunie 2018). „Call to restrict neonicotinoids” (PDF). Science (în engleză). 360 (6392): 973. Bibcode:2018Sci...360..973G. doi:10.1126/science.aau0432. ISSN 0036-8075. PMID 29853677.
25. ↑  Woodcock, B. A.; Bullock, J. M.; Shore, R. F.; Heard, M. S.; Pereira, M. G.; Redhead, J.; Ridding, L.; Dean, H.; Sleep, D. (30 iunie 2017). „Country-specific effects of neonicotinoid pesticides on honey bees and wild bees”. Science (în engleză). 356 (6345): 1393–1395. Bibcode:2017Sci...356.1393W. doi:10.1126/science.aaa1190. ISSN 0036-8075. PMID 28663502.
26. ↑  „OneWorld naar rechter om geheime contacten Wageningen Universiteit en Bayer”. OneWorld (în neerlandeză). 25 iunie 2018. Accesat în 16 noiembrie 2020.
27. ↑  „M.S.V. Alchimica”. Arhivat din original la 6 aprilie 2016. Accesat în 14 aprilie 2015.
28. ↑  „CODON”. Accesat în 14 aprilie 2015.
29. ↑  „HeerenXVII”. heeren17.nl. Accesat în 3 august 2020.
30. ↑  Mercurius Wageningen – Studievereniging Mercurius in Wageningen (în neerlandeză)